# Cemil Çiçek
Cemil Çiçek (AFI /dʒemil tʃitʃek/), nascut el 15 de novembre de 1946) és un polític turc que fou President del Parlament de Turquia entre el 4 de juliol de 2011 i el 7 de juny de 2015. Anteriorment, va ser ministre de Justícia en el període 2002-2007 i viceprimer ministre de 2007 a 2011. En l'actualitat és diputat de l'AKP a la Gran Assemblea per la circumscripció d'Ankara.

## Primers anys
Va néixer el 15 de novembre de 1946 a Yozgat, Turquia. Es va graduar a la Facultat de Dret de la Universitat d'Istanbul. El 1983, es va unir a l'ANAP de centredreta. Fou diputat per l'ANAP a la circumscripció de Yozgat, i a finals de la dècada de 1980 Ministre d'Estat responsable de "la família". En aquest càrrec, era conegut pels seus punts de vista conservadors en qüestions de sexe i matrimoni.

## Carrera política
Més tard es va convertir en Ministre d'Energia i Recursos Naturals, però va ser expulsat de l'ANAP el 1997, i es va incorporar a l'islàmista Fazilet Partisi, que més tard es va convertir en AKP.
Va ser Ministre de Justícia en el primer govern de l'AKP (de 2003 a 2007), quan com a antic diputat de l'ANAP es pensava que era una de les principals figures de l'AKP, més acceptable per als militar turcs. Durant el seu ministeri, va haver de fer front a situacions que inclouen:
- Els atacs terroristes a Istanbul del 2003
- La posada en llibertat de l'ex diputada Leyla Zana
- L'encausament de diversos funcionaris de policia acusats de torturar detinguts
- Un atemptat suïcida amb bomba contra el seu ministeri.

La seva actuació inclogué controls més estrictes a les presons (en 2006).

### President de la Gran Assemblea
Cemil Çiçek, ja com a diputat de l'AKP, es convertí en president de la Gran Assemblea en la tercera ronda de votacions celebrada el 4 de juliol del 2011. Çiçek va rebre 302 vots en la primera ronda de votacions, mentre Tunca Toskay, del Partit del Moviment Nacionalista (MHP), rebia 50 vots. El segon candidat de l'AKP, Zelkif Kazdal, va rebre 23 vots i va retirar la seva candidatura després de la primera ronda de votacions. Çiçek aconseguí 322 vots i Tunca Toskay n'aconseguí 52 en la segona ronda de votacions. Çiçek fou elegit com a nou president de l'Assemblea en la tercera ronda, en la qual Toskay va rebre 50 vots. Tres vots van ser declarats nuls. En el seu discurs posterior a la seva elecció, Çiçek va fer una crida als partits de l'oposició, que estaven boicotejant el Parlament, a jurar el seu càrrec. "El Parlament ha de ser un lloc de treball, no de conflicte. Tenim molts problemes per resoldre. No podem donar-nos el luxe de perdre el temps", va dir Çiçek.

## Citacions
- La mentalitat de la gent en general és el principal obstacle a l'estat de dret (a Turquia). "Els nostres conciutadans no volen justícia, el que volen és solucionar els seus propis assumptes. Volen veure la corrupció investigada però no tenen vergonya de gestionar els seus propis assumptes de manera corrupta. La gent realment no es preocupa per la corrupció. Diuen "deixa algú davant d'aquest problema i mentrestant mirem i veiem qui guanya ", com si es tractés d'un partit de futbol. Després va acusar els organismes professionals de no exposar la corrupció entre els seus membres.[2]

## Vida personal
Cemil Çiçek parla anglès i francès a nivell intermedi i està casat amb Gülten Hanım. La parella té tres fills.